# دبیرخانه بخش مدادومبارا
دبیرخانه بخش مدادومبارا (به لاتین: Medadumbara Divisional Secretariat) یک منطقهٔ مسکونی در سری‌لانکا است که در ناحیه کندی واقع شده‌است.